# Aurora von Königsmarck
Aurora von Königsmarck (Stade, 28 aprile 1662 – Quedlinburg, 16 febbraio 1728) è stata una religiosa tedesca, famosa per essere stata l'amante del re Augusto II di Polonia e poi del rettore di Quedlinburg.

## Biografia
Maria Aurora era figlia del conte Kurt Christoph von Königsmarck, e di sua moglie Marie Christine von Wrangel, nonché sorellastra del maresciallo svedese Carl Gustav Weangel, conte di Salmis. I suoi nonni paterni erano Hans Christoff von Königsmarck e la contessa Maria Christina von Wrangel mentre i suoi nonni materni erano il conte Hermann von Wrangel e la contessa Amalia Magdalena di Nassau-Siegen.
Trascorse la sua infanzia nel castello di Agathenburg. Quando suo padre morì nel 1673, sua madre prese il posto del capofamiglia. Dal 1677 iniziò a viaggiare con la sua famiglia e visitarono le proprietà di famiglia in Svezia e Germania.
In Svezia, lei e sua sorella Amalia erano tra le partecipanti più noti al teatro amatoriale della corte reale, che aveva il patrocinio della regina, Ulrica Eleonora di Danimarca. Nell'inverno del 1683-84, un gruppo di cortigiane eseguì a corte l'Ifigenia di Racine. Questa è considerata un evento significativo in quanto la prima opera teatrale eseguita da un cast di sole donne in Svezia, come introduzione al Classicismo francese nel paese.
Faceva parte al salotto intellettuale della poetessa Sophia Elisabet Brenner.
Quando sua madre morì (1691), Aurora lasciò la Svezia. Lei e sua sorella hanno trascorso alcuni anni ad Amburgo. Nel 1694 si recò a Dresda, per informarsi sul fratello Philip Christoph von Königsmarck, misteriosamente scomparso da Hannover. Ha sollecitato l'aiuto del principe elettore Federico Augusto I per trovare suo fratello e, nel caso fosse morto, per risolvere eventuali problemi di eredità.
Grazie al suo fascino divenne ben presto l'amante segreta del re, che era anche duca di Sassonia e regnava sui territori polacchi dalla corte di Dresda. Da questa relazione, il 28 ottobre 1696 nacque un figlio, Herman Moritz, nominato conte di Sassonia e successivamente maresciallo delle truppe sassoni. Dopo la nascita di questo erede, Augusto si disinteressò però alla sua persona e alla badessa non restò che tornare a Quedlinburg. Qui, nel gennaio del 1698 divenne coadiutrice e priora due anni dopo, vivendo però a Berlino, Dresda e Amburgo.
Nel 1702 condusse una missione diplomatica con l'intento di soggiogare il Ducato di Curlandia e Semigallia a Carlo XII di Svezia, ma senza esiti favorevoli. Quest'ultimo insuccesso la spinse a tornare definitivamente all'Abbazia di Quedlinburg, ove morì il 16 febbraio 1728.
Aurora aveva una formazione culturale piuttosto vasta per l'epoca, conosceva diverse lingue ed era una virtuosa del liuto e della viola da gamba. Appassionata scrittrice, ha lasciato diverse opere letterarie, una canzone e qualche cantata. Il poeta svedese Carl Snoilsky ha descritto il dramma della sua vita in una lunga poesia compresa nella raccolta Svenska bilder.

## Ascendenza
|                                                                             |                                                               |                                                          | Genitori                                          |  |  | Nonni |  |  | Bisnonni                                   |  |  | Trisnonni                 |  |
|                                                                             |                                                               |                                                          |                                                   |  |  |       |  |  | Konrad von Königsmarck, signore di Kötzlin |  |  | Christoph von Königsmarck |  |
|                                                                             |                                                               |                                                          |                                                   |  |  |       |  |  | Konrad von Königsmarck, signore di Kötzlin |  |  | Christoph von Königsmarck |  |
|                                                                             |                                                               | Dorothea von Bülow                                       |                                                   |  |  |       |  |  | Konrad von Königsmarck, signore di Kötzlin |  |  |                           |  |
| Hans Christoph von Königsmarck, I conte di Vestervik och Stegeholm          |                                                               |                                                          |                                                   |  |  |       |  |  | Konrad von Königsmarck, signore di Kötzlin |  |  |                           |  |
|                                                                             |                                                               | Beate Elisabeth von Blumenthal                           | Johann von Blumenthal                             |  |  |       |  |  |                                            |  |  |                           |  |
|                                                                             |                                                               | Beate Elisabeth von Blumenthal                           | Johann von Blumenthal                             |  |  |       |  |  |                                            |  |  |                           |  |
|                                                                             |                                                               | Beate Elisabeth von Blumenthal                           | Ursula von Sparr                                  |  |  |       |  |  |                                            |  |  |                           |  |
| Conrad Christopher von Königsmarck, II conte di Vestervik och Stegeholm     |                                                               | Beate Elisabeth von Blumenthal                           |                                                   |  |  |       |  |  |                                            |  |  |                           |  |
|                                                                             |                                                               | Christoph von Lehsten                                    | Christoph von Lehsten                             |  |  |       |  |  |                                            |  |  |                           |  |
|                                                                             |                                                               | Christoph von Lehsten                                    | Christoph von Lehsten                             |  |  |       |  |  |                                            |  |  |                           |  |
|                                                                             |                                                               | Christoph von Lehsten                                    | Marie von Rieben                                  |  |  |       |  |  |                                            |  |  |                           |  |
| Barbara Maria Agathe von Lehsten                                            |                                                               | Christoph von Lehsten                                    |                                                   |  |  |       |  |  |                                            |  |  |                           |  |
|                                                                             |                                                               | Anna Elisabeth von Seelen                                | Tobias von Seelen                                 |  |  |       |  |  |                                            |  |  |                           |  |
|                                                                             |                                                               | Anna Elisabeth von Seelen                                | Tobias von Seelen                                 |  |  |       |  |  |                                            |  |  |                           |  |
|                                                                             |                                                               | Anna Elisabeth von Seelen                                | Agathe von Rochow                                 |  |  |       |  |  |                                            |  |  |                           |  |
| contessa Maria Aurora von Königsmarck                                       |                                                               | Anna Elisabeth von Seelen                                |                                                   |  |  |       |  |  |                                            |  |  |                           |  |
|                                                                             | Hannes von Wrangel, signore di Rannamoisa, Valkla e Elistvere | Hermanni von Wrangel, signore di Toolse and Elistvere    |                                                   |  |  |       |  |  |                                            |  |  |                           |  |
|                                                                             | Hannes von Wrangel, signore di Rannamoisa, Valkla e Elistvere | Hermanni von Wrangel, signore di Toolse and Elistvere    |                                                   |  |  |       |  |  |                                            |  |  |                           |  |
|                                                                             | Hannes von Wrangel, signore di Rannamoisa, Valkla e Elistvere | Adelheid Üksküla                                         |                                                   |  |  |       |  |  |                                            |  |  |                           |  |
| Hermanni Hannunpoika von Wrangel, signore di Sko, Patsu, Valkla e Pöltsamaa | Hannes von Wrangel, signore di Rannamoisa, Valkla e Elistvere |                                                          |                                                   |  |  |       |  |  |                                            |  |  |                           |  |
|                                                                             |                                                               | Barbara von Anrep                                        | Hermann von Anrep, signore di Ingliste            |  |  |       |  |  |                                            |  |  |                           |  |
|                                                                             |                                                               | Barbara von Anrep                                        | Hermann von Anrep, signore di Ingliste            |  |  |       |  |  |                                            |  |  |                           |  |
|                                                                             |                                                               | Barbara von Anrep                                        | Maret Rosen                                       |  |  |       |  |  |                                            |  |  |                           |  |
| Maria Christiane von Wrangel, baronessa di Lindeberg                        |                                                               | Barbara von Anrep                                        |                                                   |  |  |       |  |  |                                            |  |  |                           |  |
|                                                                             |                                                               | Johann VII, I conte di Nassau-Siegen                     | Johann VI, X conte di Nassau-Dillenburg           |  |  |       |  |  |                                            |  |  |                           |  |
|                                                                             |                                                               | Johann VII, I conte di Nassau-Siegen                     | Johann VI, X conte di Nassau-Dillenburg           |  |  |       |  |  |                                            |  |  |                           |  |
|                                                                             |                                                               | Johann VII, I conte di Nassau-Siegen                     | langravia Elisabeth von Leuchtenberg              |  |  |       |  |  |                                            |  |  |                           |  |
| contessa Amalia Magdalena von Nassau-Siegen                                 |                                                               | Johann VII, I conte di Nassau-Siegen                     |                                                   |  |  |       |  |  |                                            |  |  |                           |  |
|                                                                             |                                                               | principessa Margaretha von Schleswig-Holstein-Sonderburg | Johannes, I duca di Schleswig-Holstein-Sonderburg |  |  |       |  |  |                                            |  |  |                           |  |
|                                                                             |                                                               | principessa Margaretha von Schleswig-Holstein-Sonderburg | Johannes, I duca di Schleswig-Holstein-Sonderburg |  |  |       |  |  |                                            |  |  |                           |  |
|                                                                             |                                                               | principessa Margaretha von Schleswig-Holstein-Sonderburg | principessa Lisbeth von Braunschweig-Grubenhagen  |  |  |       |  |  |                                            |  |  |                           |  |
|                                                                             |                                                               | principessa Margaretha von Schleswig-Holstein-Sonderburg |                                                   |  |  |       |  |  |                                            |  |  |                           |  |